# Suguru Ōsako
Suguru Ōsako (大迫 傑?, Ōsako Suguru; Machida, 23 maggio 1991) è un mezzofondista e maratoneta giapponese.

## Record nazionali
- Maratona: 2h05'29" ( Tokyo, 1º marzo 2020)

## Palmarès
| Anno | Manifestazione             | Sede           | Evento        | Risultato | Prestazione | Note                                     |
| ---- | -------------------------- | -------------- | ------------- | --------- | ----------- | ---------------------------------------- |
| 2010 | Mondiali juniores          | Moncton        | 10000 m piani | 8º        | 29'40"14    |                                          |
| 2011 | Universiadi                | Shenzhen       | 10000 m piani | Oro       | 28'42"83    |                                          |
| 2013 | Mondiali                   | Mosca          | 10000 m piani | 21º       | 28'19"50    |                                          |
| 2014 | Giochi asiatici            | Incheon        | 10000 m piani | Argento   | 28'11"94    |                                          |
| 2015 | Mondiali                   | Pechino        | 5000 m piani  | Batteria  | 13'45"82    |                                          |
| 2016 | Giochi olimpici            | Rio de Janeiro | 5000 m piani  | Batteria  | 13'31"45    | Miglior prestazione personale stagionale |
| 2016 | Giochi olimpici            | Rio de Janeiro | 10000 m piani | 17º       | 27'51"94    |                                          |
| 2018 | Mondiali di mezza maratona | Valencia       | Individuale   | 24º       | 1h01'56"    |                                          |
| 2018 | Mondiali di mezza maratona | Valencia       | A squadre     | 12º       | 3h09'15"    |                                          |
| 2021 | Giochi olimpici            | Tokyo          | Maratona      | 6º        | 2h10'41"    | Miglior prestazione personale stagionale |
| 2024 | Giochi olimpici            | Parigi         | Maratona      | 13º       | 2h09'25"    | Miglior prestazione personale stagionale |

## Campionati nazionali
2010
- 24º ai campionati giapponesi, 5000 m piani - 14'24"71

2012
- Argento ai campionati giapponesi, 10000 m piani - 28'18"53
- Oro ai campionati giapponesi universitari, 5000 m piani - 13'47"44

2013
- Argento ai campionati giapponesi, 10000 m piani - 28'25"84

2014
- Argento ai campionati giapponesi, 10000 m piani - 28'33"57

2015
- Argento ai campionati giapponesi, 5000 m piani - 13'37"72

2016
- Oro ai campionati giapponesi, 5000 m piani - 13'37"13
- Oro ai campionati giapponesi, 10000 m piani - 28'07"54

## Altre competizioni internazionali
2010
- Oro alla Mezza maratona di Ageo ( Ageo) - 1h01'47"

2012
- Oro al Fukuoka International Cross Country ( Fukuoka) - 30'27"

2017
- Bronzo alla Maratona di Boston ( Boston) - 2h10'28"
- Bronzo alla Maratona di Fukuoka ( Fukuoka) - 2h07'19"
- 6º alla Mezza maratona di Marugame ( Marugame) - 1h01'13"
- Oro alla Mezza maratona di Phoenix ( Phoenix) - 1h02'15"
- Oro alla Mezza maratona di Portland ( Portland) - 1h04'12"
- Argento alla Mezza maratona di Boston ( Boston) - 1h04'42"

2018
- Bronzo alla Maratona di Chicago ( Chicago) - 2h05'50"

2019
- Bronzo alla Maratona di Tokyo ( Tokyo) - 2h11'41"
- 6º alla Maratona di Honolulu ( Honolulu) - 2h17'30"
- Oro alla Mezza maratona di Huntington Beach ( Huntington Beach) - 1h03'19"

2020
- 4º alla Maratona di Tokyo ( Tokyo) - 2h05'29"